# Tep Hun
Son Excellence Tep Hun était un ancien producteur d'orchidées, juge et Ministre de la Justice du Cambodge, pendant les dernières années du régime Sangkum Reastr Niyum de Norodom Sihanouk.
Après le coup d'État militaire de 1970, il fut menacé et contraint de siéger au poste de vice-président du Parlement de la nouvelle République khmère.
Il a été capturé et tué, peu après la chute de Phnom Penh en 1975, par les Khmers rouges.
Il est le père de Tep Vattho (1963-2016) architecte, ancienne urbaniste et directrice du Département d'urbanisme de l' Autorité APSARA (Autorité pour la protection du site et la gestion de la région d'Angkor), et il est le grand-père de David Piot, directeur des entreprises familiales Angkor Village Hotel, Théatre Apsara d'Angkor Village et le parc de retraite pour éléphants Kulen Elephant Forest.  